# 羅箎
羅箎（1417年—1474年），字應韶，一字叔和，江西南昌府南昌縣人，軍籍。明朝政治人物。進士出身。

## 生平
江西鄉試第九名，正統十年（1445年）參加乙丑科會試第三十九名，殿試登進士第三甲第十名，授雲南道監察御史，歷湖廣按察使。成化年間，升任右副都御史，理南京都察院事。曾祖父羅文富、祖父羅德厚、父亲羅公器。